# Brno-město
Brno-město (tjeckiska: okres Brno-město) är ett distrikt i Tjeckien. Det ligger i regionen Södra Mähren, i den sydöstra delen av landet, 190 km sydost om huvudstaden Prag. Antalet invånare är 367 680. Arean är 230 kvadratkilometer. Brno-město gränsar till Brno-venkov.
Terrängen i Brno-město är kuperad norrut, men söderut är den platt.
Brno-město delas in i:
- Brno

Följande samhällen finns i Brno-město:
- Brno
- Mokrá Hora